# San Martín de Letirá
San Martín de Letirá es un caserío peruano ubicado en el distrito de La Unión, perteneciente a la provincia y departamento de Piura, al norte del Perú. 

## Ubicación
San Martín de Letirá se ubica al suroeste de la provincia de Piura, en el distrito de La Unión, en el departamento de Piura.

## Demografía
En 2017 San Martín de Letirá tenía una población de 161 habitantes.